# Christinus
Chondrodactylus es un género de geckos de la familia Gekkonidae. Las especies de este género son endémicas de Australia. 

## Especies
Se reconocen las siguientes tres especies:
- Christinus alexanderi (Storr, 1987)
- Christinus guentheri (Boulenger, 1885)
- Christinus marmoratus (Gray, 1845)